# Lotononis adpressa
Lotononis adpressa là một loài rau đậu thuộc họ Fabaceae.
Loài này có ở Lesotho và Nam Phi.
Môi trường sống tự nhiên của chúng là vùng đồng cỏ ôn đới.